# Montigny-sur-Armançon

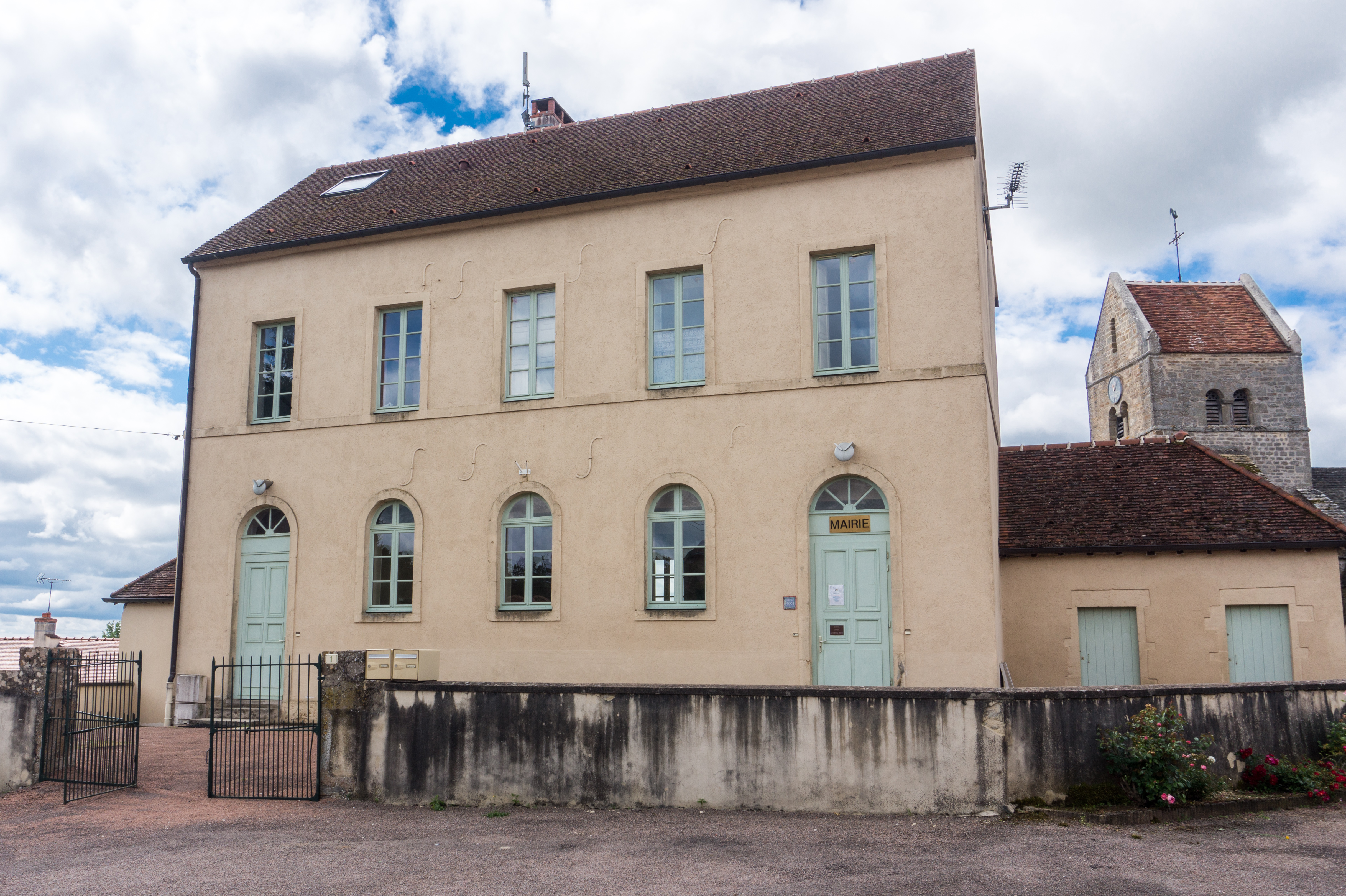
Montigny-sur-Armançon, Mairie und Kirche (2020)

Montigny-sur-Armançon ist eine französische Gemeinde mit 157 Einwohnern (Stand 1. Januar 2022) im Département Côte-d’Or in der Region Bourgogne-Franche-Comté. Sie gehört zum Kanton Semur-en-Auxois und zum Arrondissement Montbard.
Nachbargemeinden sind Pont-et-Massène im Norden, Saint-Euphrône im Nordosten, Villeneuve-sous-Charigny im Osten, Braux im Südosten, Brianny im Süden und Le Val-Larrey im Westen.

## Bevölkerungsentwicklung
| Jahr                       | 1962 | 1968 | 1975 | 1982 | 1990 | 1999 | 2008 | 2015 |
| -------------------------- | ---- | ---- | ---- | ---- | ---- | ---- | ---- | ---- |
| Einwohner                  | 109  | 109  | 79   | 84   | 101  | 100  | 133  | 152  |
| Quellen: Cassini und INSEE |      |      |      |      |      |      |      |      |